# Oskar Debus
Oskar Debus (* 3. November 1886 in Elberfeld; † 17. Dezember 1942 in Brandenburg an der Havel) war ein deutscher Funktionär der Konsumgenossenschaft und zur Zeit des Nationalsozialismus Mitbegründer der Widerstandsgruppe Deutsche Volksfront.

## Leben

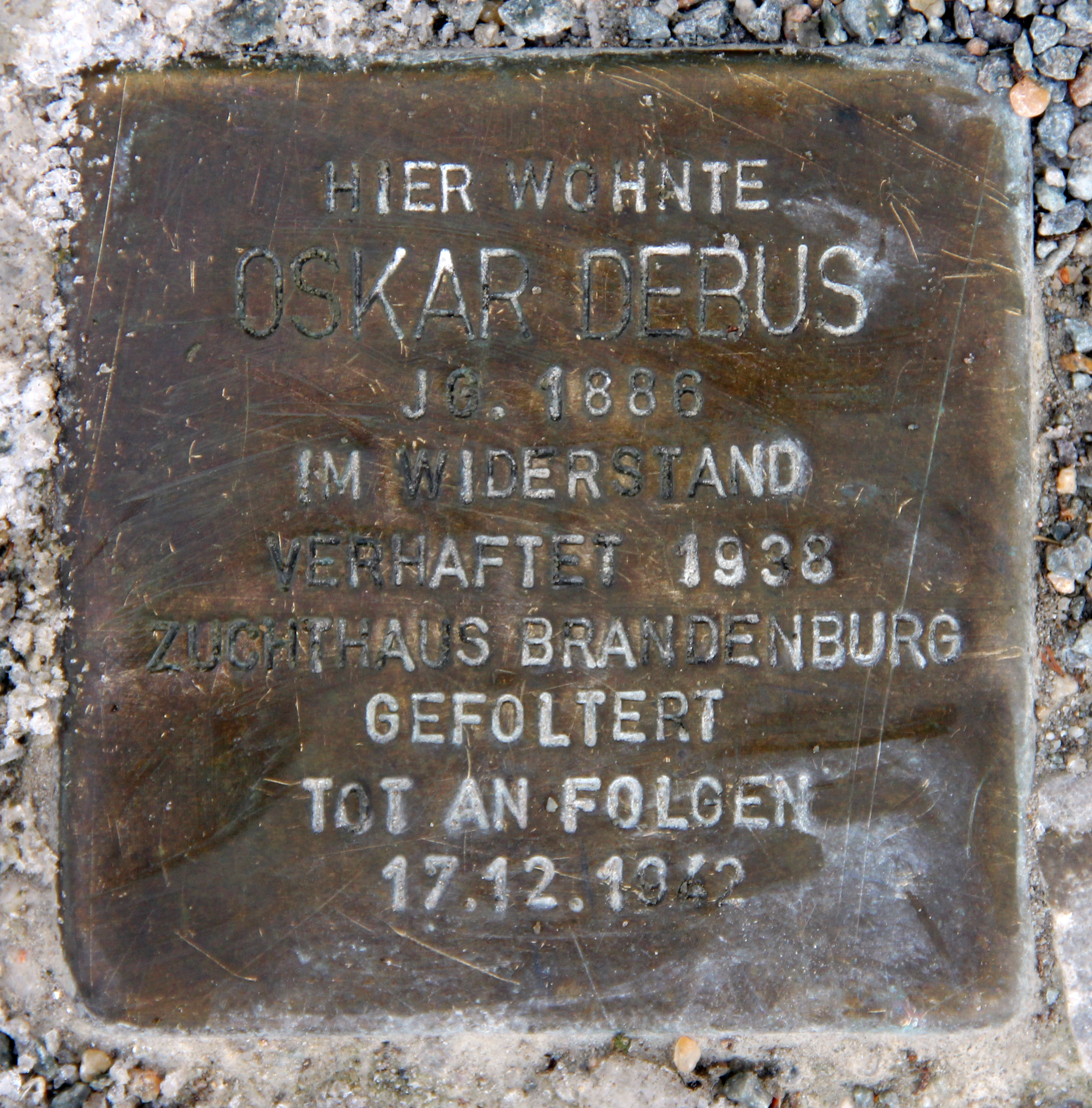
Stolperstein, Josef-Orlopp-Straße 50, in Berlin-Lichtenberg

Nach dem Besuch der Volksschule absolvierte er eine kaufmännische Ausbildung. Anschließend war er als kaufmännischer Angestellter tätig. Er wurde im Jahr 1905 Mitglied im freigewerkschaftlichen Zentralverband der Angestellten. Zeitweise war er Mitarbeiter der Stadtverwaltung Elberfeld und arbeitete als Buchhalter. Seit 1911 gehörte er auch der SPD an. In den Jahren 1918 bis 1922 war er Geschäftsführer des Konsumvereins Saale in Schwarza. Zwischen 1925 und 1927 arbeitete er als Geschäftsführer des Konsumvereins Greiz und danach in derselben Funktion in Velten. Im Jahr 1933 wurde er auch Abteilungsleiter der Konsumgenossenschaft Berlin mit Sitz in Lichtenberg. Die Geschäftsführungen in Lichtenberg und Velten wurden von ihm zusammengeführt.
Im Zusammenhang mit der Köpenicker Blutwoche wurde er verhaftet und im Lager Meissnershof inhaftiert. Später wurde er in das KZ Oranienburg verlegt und während der Haft misshandelt. Nach seiner Freilassung musste er Velten verlassen und lebte im Haus der Konsumgenossenschaft in Lichtenberg. Weil ihm vorgeworfen wurde, dass er die Bewohner des Hauses aufwiegele, wurde ihm die Wohnung gekündigt. Die Erfahrungen mit der nationalsozialistischen Herrschaft führten dazu, dass er sich dem Widerstand näherte. Er traf im Jahr 1936 mit dem Linkssozialisten Otto Brass zusammen. Zusammen mit Hermann Brill, Franz Petrich, dem früheren Abgeordneten Johannes Kleinspehn und anderen bildeten sie die sogenannte Zehn-Punkte- oder Volksfrontgruppe. Sie war der Versuch, sozialdemokratische und sozialistische Regimegegner zu sammeln. Die Gruppe traf sich meist in der Wohnung von Debus, um das Zehn-Punkte-Programm, in dem sie Ideen für eine demokratische deutsche Gesellschaft nach dem Sturz des NS-Regimes skizzierten, zu erarbeiten. Diese Ideen wurden im Geheimen zu Freunden Brills und Debus inner- und außerhalb Berlins getragen. Es kam zu Kontakten nicht nur mit Kommunisten, sondern auch mit der Neu Beginnen. Aus dieser Zusammenarbeit entstanden weitere widerständige Schriften.
Die Gruppe flog auf und Debus wurde im September 1938 verhaftet. Auch seine Tochter Ilse und der Sohn Willi Debus wurden kurzzeitig inhaftiert. Der Volksgerichtshof verurteilte Debus im Juli 1939 zu fünf Jahren Zuchthaus wegen Vorbereitung zum Hochverrat. Inhaftiert wurde er in der Justizvollzugsanstalt Brandenburg a. d. Havel. Gnadengesuche seiner Tochter Ilse wegen seines sich verschlechternden Gesundheitszustandes hatten keinen Erfolg. Debus starb im Dezember 1942 an den Folgen von Folter und den Bedingungen der Haft.

## Würdigungen
Seit dem Jahr 2010 erinnert in Lichtenberg ein Stolperstein an Debus.